# Every Day (filme de 2010)
Every Day (bra: Uma Segunda Chance) é um filme de comédia dramática de 2010 dirigido por Richard Levine e estrelado por Liev Schreiber e Helen Hunt.

## Elenco
- Liev Schreiber como Ned
- Helen Hunt como Jeannie
- Ezra Miller como Jonah
- Skyler Fortgang como Ethan
- Carla Gugino como Robin
- Eddie Izzard como Garrett
- Brian Dennehy como Ernie
- David Harbour como Brian

## Recepção
Every Day entrou na seleção oficial para o Festival de Cinema de Tribeca de 2010, onde foi recebido com críticas mornas. Adam Keleman da Slant Magazine chamou o filme de "um retrato pitoresco, mas inane de uma moderna família Big Apple". Every Day foi lançado nos cinemas em 11 de janeiro de 2011. No seu maior lançamento, o filme foi mostrado apenas em quatro teatros e arrecadou US$ 46 029, muito abaixo do seu orçamento de produção de US$ 3 milhões.
Every Day foi lançado em DVD no dia 8 de março de 2011.
Every Day ocupa atualmente a 33% rating 'podre' no Rotten Tomatoes.